# Archimyza ava
Archimyza ava är en tvåvingeart som beskrevs av Günther Enderlein 1921. Archimyza ava ingår i släktet Archimyza och familjen vapenflugor. Inga underarter finns listade i Catalogue of Life.